# The Doctors
The Doctors est un talk show américain diffusé quotidiennement aux États-Unis et dans de nombreux autres pays du monde dont l'Australie, le Canada, l'Irlande,... par le groupe médiatique CBS Television Distribution. Elle a fait ses débuts le 8 septembre 2008 à la suite dà l'initiative de Phil McGraw, plus connu sous le nom de Dr Phil, dont il est producteur avec son fils aîné Jay McGraw.
The Doctors est considéré comme une extension du programme télévisé Dr Phil, débuté en 2002, et dont Phil McGraw est lui-même présentateur. À peine deux mois après son lancement, The Doctors accapare 33 % de parts d'audience supplémentaires par rapport à son premier épisode.

## Le concept
La série se focalise sur des sujets liés essentiellement à la médecine, à la santé et au bien-être où une équipe de médecins et de professionnels de la santé répond aux questions des téléspectateurs. Le show est présenté, entre autres, par le Dr. Travis Stork, une personnalité de télévision et un médecin aux urgences ; Lisa Masterson, un docteur gynécologue ; le chirurgien Andrew Ordon et le pédiatre Jim Sears. Ces trois derniers sont aussi apparus sur le show Dr Phil pendant la saison 2007-2008 et ont pu ainsi bénéficier de l'expérience et des instructions de Phil McGraw quant à la manière de donner des conseils médicaux articulés et fluides auprès du grand public.

## Versions non américaines
De nombreuses versions de The Doctors sont produites dans le monde entier dont, notamment :
- Les Docteurs au Canada diffusée sur Radio-Canada en langue française[3] et animée par des médecins canadiens francophones.
- Los Doctores au Mexique qui correspond à la version latino-américaine[4] diffusée par Televisa.
- Các Bác sĩ nói gì ? au Viêt-Nam. Le titre de l'émission peut être traduit du vietnamien par Qu'est ce que les médecins ont dit ?
- Une version arabe est diffusée au Liban par la chaîne MTV].
- Au Portugal, une version est également diffusée par la chaîne SIC.